# Hellebæk Sogn
Hellebæk Sogn er et sogn i Helsingør Domprovsti (Helsingør Stift).
Hellebæk, hvor der var et kapel fra 1786, lå oprindeligt i Tikøb Sogn, som hørte til Lynge-Kronborg Herred i Frederiksborg Amt. Hellebæk fulgte med, da Hornbæk Sogn i 1877 blev udskilt fra Tikøb Sogn. Hellebæk Kirke blev indviet i 1920, og Hellebæk blev et kirkedistrikt i Hornbæk Sogn indtil 1961, hvor det selvstændige Hellebæk Sogn blev udskilt fra Hornbæk Sogn. Tikøb sognekommune, der også omfattede Hellebæk Sogn, blev ved kommunalreformen i 1970 indlemmet i Helsingør Kommune.
I sognet findes følgende autoriserede stednavne:
- Apperup (bebyggelse)
- Apperup By (bebyggelse, ejerlav)
- Boderne (bebyggelse, ejerlav)
- Ellekilde (bebyggelse)
- Ellekilde By (bebyggelse, ejerlav)
- Ellekilde Hage (areal)
- Hammermølle Skov (areal)
- Hellebæk (bebyggelse)
- Hellebækgård (bebyggelse, ejerlav)
- Holmene (bebyggelse)
- Horserød By (bebyggelse, ejerlav)
- Julebæk (bebyggelse) – ved Julebæk ligger Hammermøllen, der gav kraft til den tidligere Kronborg Geværfabrik.
- Kohave (bebyggelse)
- Ny Apperup (bebyggelse)
- Ny Hellebæk (bebyggelse)
- Nygård (bebyggelse, ejerlav)
- Odinshøj (areal)
- Skibstrup (bebyggelse)
- Skibstrup By (bebyggelse, ejerlav)
- Skibstrup Overdrev (bebyggelse)
- Skindersø (bebyggelse)
- Skæftergård (bebyggelse)
- Stenstrup Overdrev (bebyggelse, ejerlav)
- Teglstrup Hegn (areal, ejerlav)
- Ålsgårde (bebyggelse, ejerlav)